# Historique de la draft des Celtics de Boston
Le tableau suivant établit l'historique des sélections de la draft des Celtics de Boston, au sein de la National Basketball Association (NBA). 

## Légende
|  | Joueur intronisé au Basketball Hall of Fame          |
|  | Joueur sélectionné en premier choix lors de sa draft |
|  | Joueur ayant participé au NBA All-Star Game          |

## Sélections

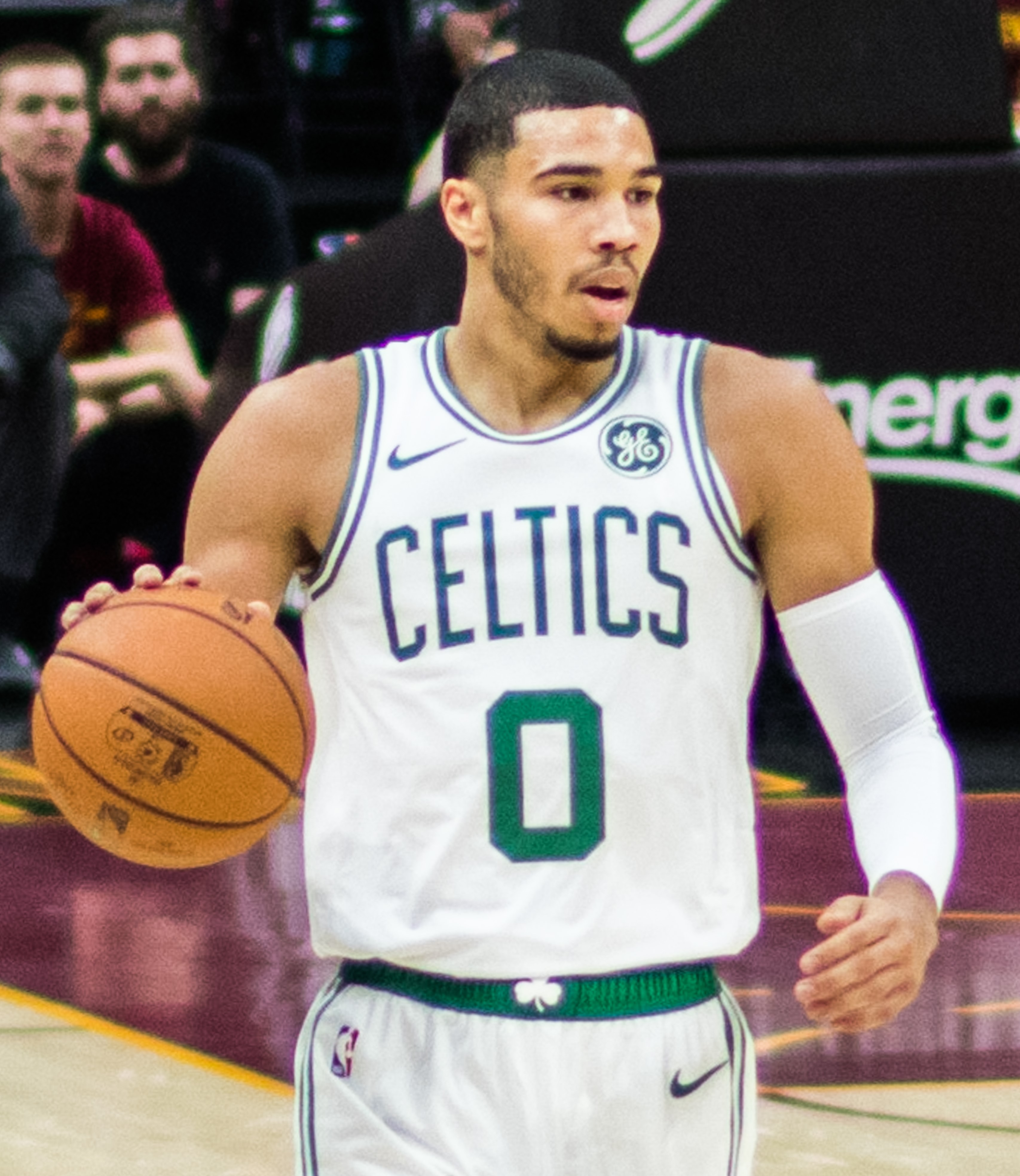
Jayson Tatum, sélectionné en 2017.

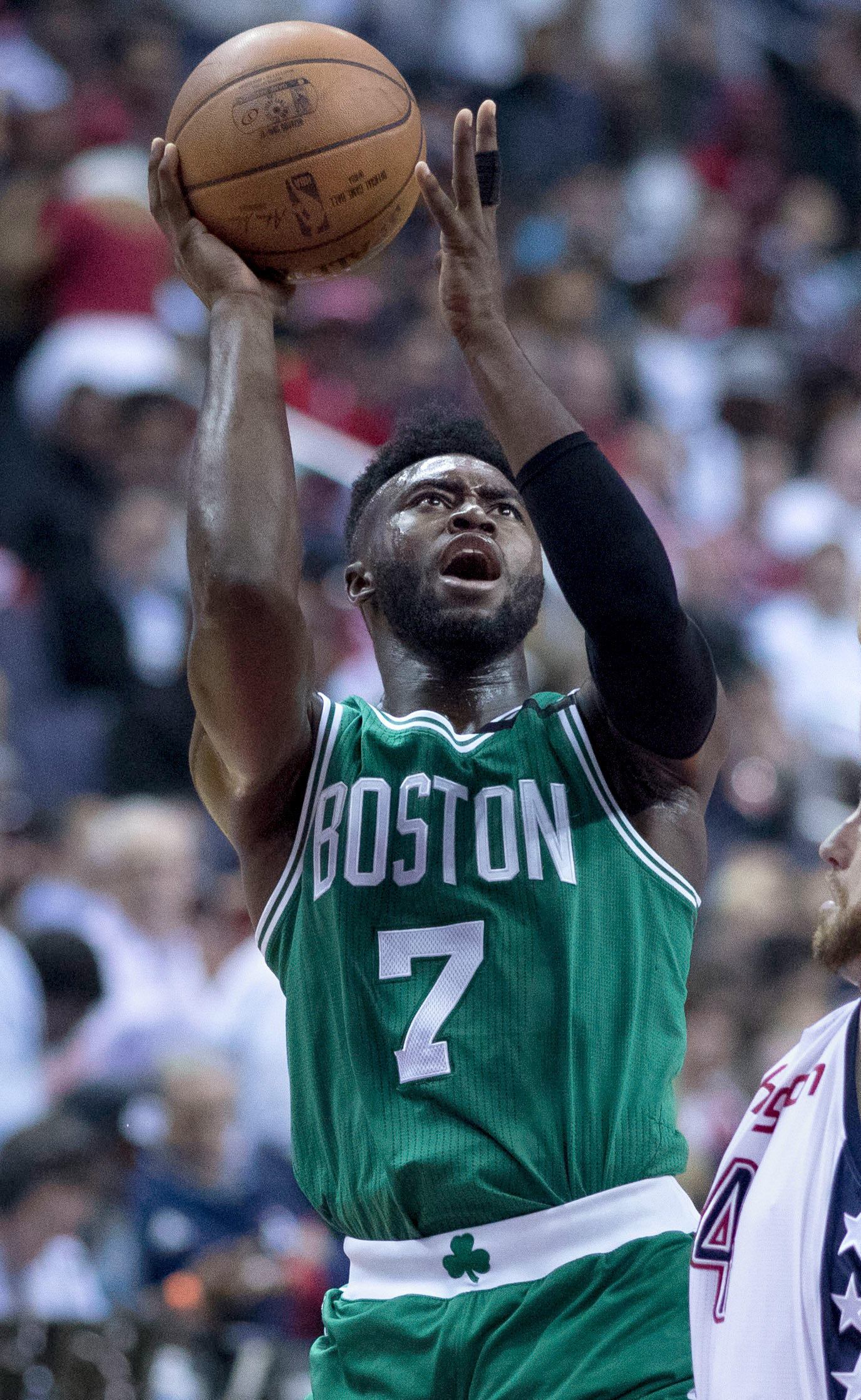
Jaylen Brown, sélectionné en 2016.

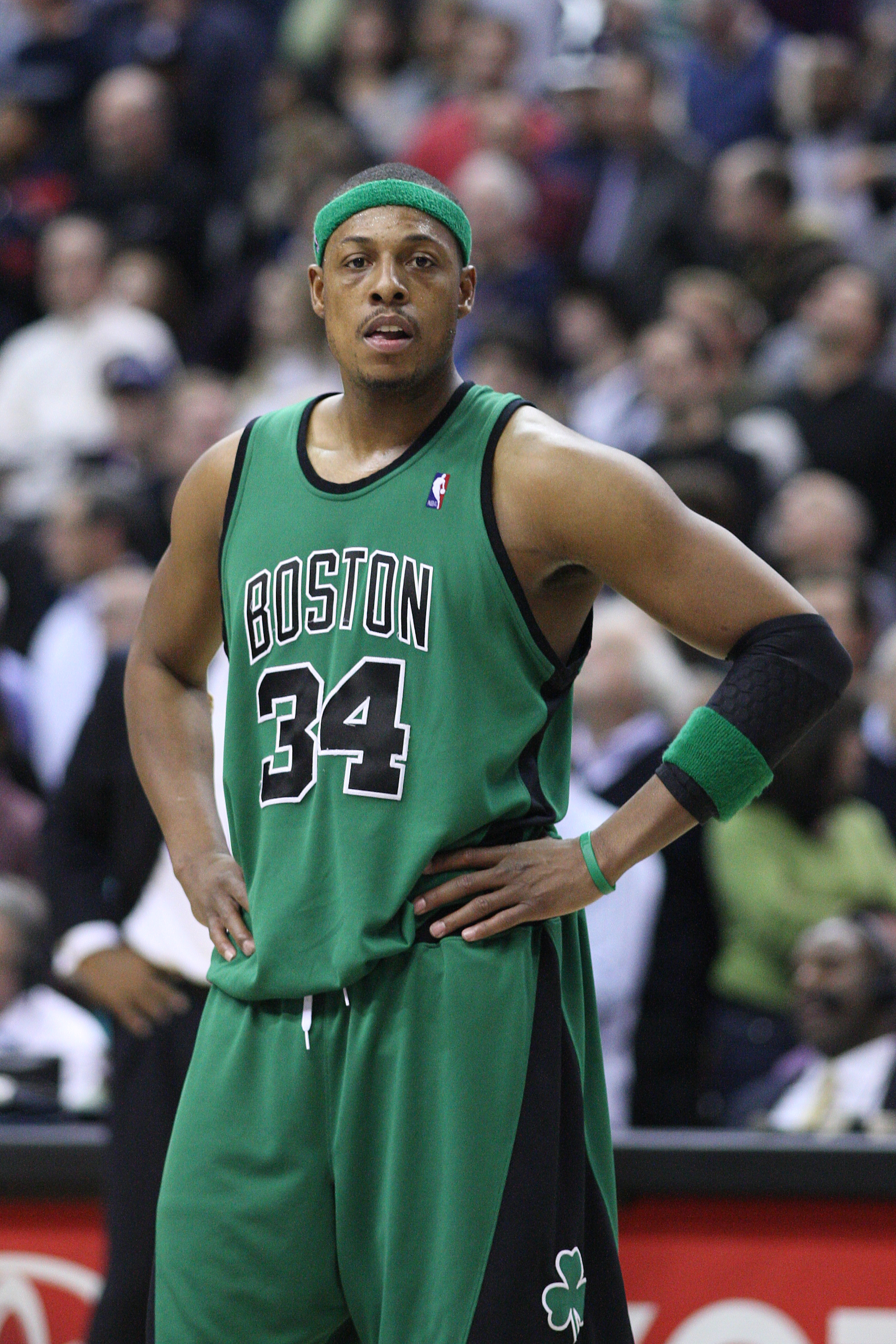
Paul Pierce, sélectionné en 1998.

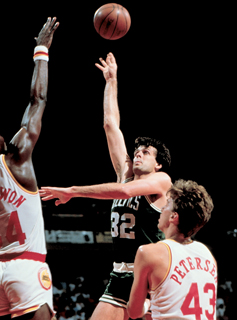
Kevin McHale, sélectionné en 1980.

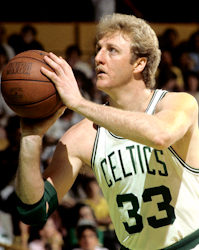
Larry Bird, sélectionné en 1978.

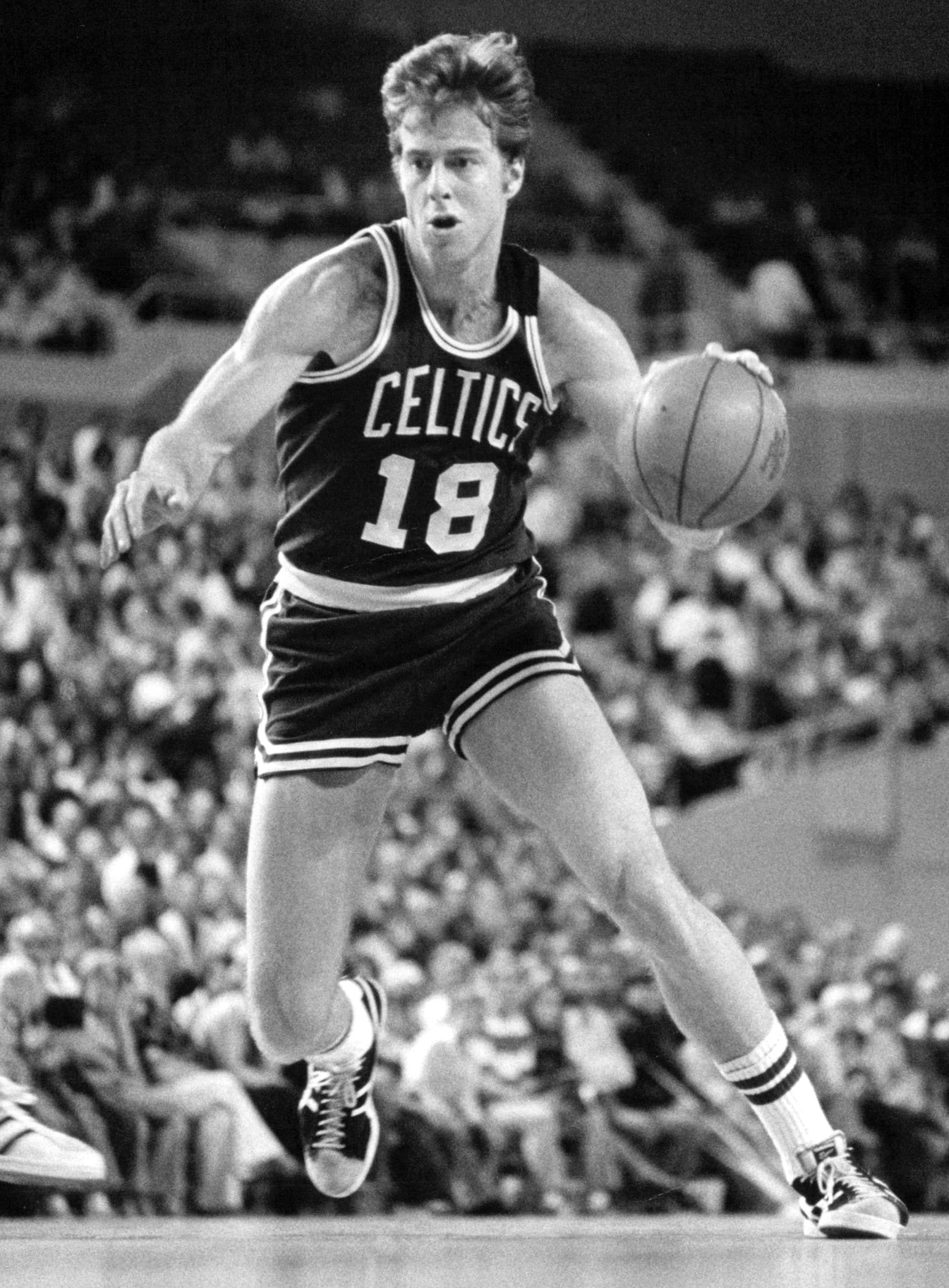
Dave Cowens, sélectionné en 1970.

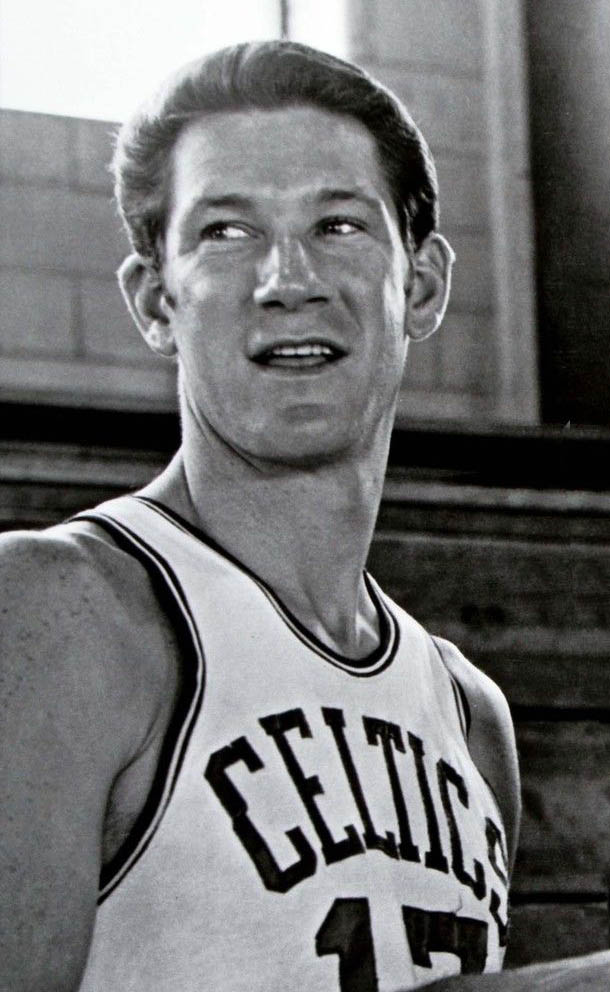
John Havlicek, sélectionné en 1962.

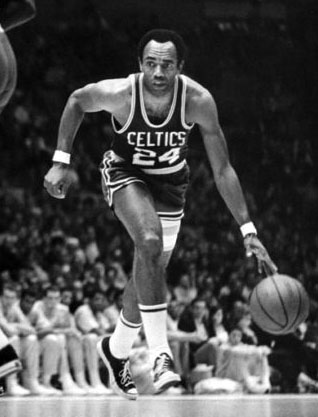
Sam Jones, sélectionné en 1957.

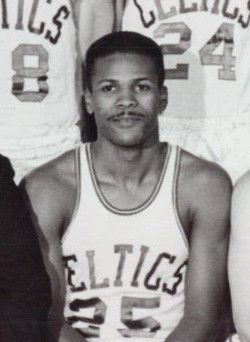
K. C. Jones, sélectionné en 1956.

| Année | Tour | Numéro | Nom du joueur            | Provenance                                       |
| ----- | ---- | ------ | ------------------------ | ------------------------------------------------ |
| 2024  | 1    | 30     | Baylor Scheierman        | Bluejays de Creighton                            |
| 2024  | 2    | 54     | Anton Watson             | Bulldogs de Gonzaga                              |
| 2023  | 2    | 35     | Julian Phillips          | Volunteers du Tennessee                          |
| 2022  | 2    | 53     | JD Davison               | Crimson Tide de l'Alabama                        |
| 2021  | 2    | 45     | Juhann Begarin           | Paris Basketball (France)                        |
| 2020  | 1    | 14     | Aaron Nesmith            | Commodores de Vanderbilt                         |
| 2020  | 1    | 26     | Payton Pritchard         | Ducks de l'Oregon                                |
| 2020  | 1    | 30     | Desmond Bane             | Horned Frogs de TCU                              |
| 2020  | 2    | 47     | Yam Madar                | Hapoël Tel-Aviv (Israël)                         |
| 2019  | 1    | 14     | Romeo Langford           | Hoosiers de l'Indiana                            |
| 2019  | 1    | 20     | Matisse Thybulle         | Huskies de Washington                            |
| 2019  | 1    | 22     | Grant Williams           | Volunteers du Tennessee                          |
| 2019  | 2    | 51     | Tremont Waters           | Tigers de LSU                                    |
| 2018  | 1    | 27     | Robert Williams          | Aggies de Texas A&M                              |
| 2017  | 1    | 3      | Jayson Tatum             | Blue Devils de Duke                              |
| 2017  | 2    | 37     | Semi Ojeleye             | Mustangs de SMU                                  |
| 2017  | 2    | 53     | Kadeem Allen             | Wildcats de l'Arizona                            |
| 2017  | 2    | 56     | Jabari Bird              | Golden Bears de Californie                       |
| 2016  | 1    | 3      | Jaylen Brown             | Golden Bears de Californie                       |
| 2016  | 1    | 16     | Guerschon Yabusele       | Rouen Métropole Basket (France)                  |
| 2016  | 1    | 23     | Ante Žižić               | KK Cibona Zagreb (Croatie)                       |
| 2016  | 2    | 31     | Deyonta Davis            | Spartans de Michigan State                       |
| 2016  | 2    | 35     | Rade Zagorac             | KK Mega Bemax (Serbie)                           |
| 2016  | 2    | 45     | Demetrius Jackson        | Fighting Irish de Notre Dame                     |
| 2016  | 2    | 51     | Ben Bentil               | Friars de Providence                             |
| 2016  | 2    | 58     | Abdel Nader              | Cyclones d'Iowa State                            |
| 2015  | 1    | 16     | Terry Rozier             | Cardinals de Louisville                          |
| 2015  | 1    | 28     | R. J. Hunter             | Panthers de Georgia State                        |
| 2015  | 2    | 33     | Jordan Mickey            | Tigers de LSU                                    |
| 2015  | 2    | 45     | Marcus Thornton          | Tribe de William & Mary                          |
| 2014  | 1    | 6      | Marcus Smart             | Cowboys d'Oklahoma State                         |
| 2014  | 1    | 17     | James Young              | Wildcats du Kentucky                             |
| 2013  | 1    | 16     | Lucas Nogueira           | Estudiantes Madrid (Espagne)                     |
| 2012  | 1    | 21     | Jared Sullinger          | Buckeyes d'Ohio State                            |
| 2012  | 1    | 22     | Fab Melo                 | Orange de Syracuse                               |
| 2012  | 2    | 51     | Kris Joseph              | Orange de Syracuse                               |
| 2011  | 1    | 25     | MarShon Brooks           | Friars de Providence                             |
| 2011  | 2    | 55     | E'Twaun Moore            | Boilermakers de Purdue                           |
| 2010  | 1    | 19     | Avery Bradley            | Longhorns du Texas                               |
| 2010  | 2    | 52     | Luke Harangody           | Fighting Irish de Notre Dame                     |
| 2009  | 2    | 58     | Lester Hudson            | Université du Tennessee à Martin                 |
| 2008  | 1    | 30     | J. R. Giddens            | Lobos du Nouveau-Mexique                         |
| 2008  | 2    | 60     | Semih Erden              | Fenerbahçe SK (Turquie)                          |
| 2007  | 1    | 5      | Jeff Green               | Hoyas de Georgetown                              |
| 2007  | 2    | 32     | Gabe Pruitt              | Gamecocks de la Caroline du Sud                  |
| 2006  | 1    | 7      | Randy Foye               | Wildcats de Villanova                            |
| 2005  | 1    | 18     | Gerald Green             | Gulf Shores Academy                              |
| 2005  | 2    | 50     | Ryan Gomes               | Friars de Providence                             |
| 2005  | 2    | 53     | Orien Greene             | Ragin' Cajuns de Louisiana                       |
| 2004  | 1    | 15     | Al Jefferson             | Prentiss High School                             |
| 2004  | 1    | 24     | Delonte West             | Hawks de Saint-Joseph                            |
| 2004  | 1    | 25     | Tony Allen               | Cowboys d'Oklahoma State                         |
| 2004  | 2    | 40     | Justin Reed              | Rebels d'Ole Miss                                |
| 2003  | 1    | 16     | Troy Bell                | Eagles de Boston College                         |
| 2003  | 1    | 20     | Dahntay Jones            | Blue Devils de Duke                              |
| 2003  | 2    | 56     | Brandon Hunter           | Bobcats de l'Ohio                                |
| 2002  | 2    | 50     | Darius Songaila          | Demon Deacons de Wake Forest                     |
| 2001  | 1    | 10     | Joe Johnson              | Razorbacks de l'Arkansas                         |
| 2001  | 1    | 11     | Kedrick Brown            | Okaloosa-Walton Community College                |
| 2001  | 1    | 21     | Joseph Forte             | Tar Heels de Caroline du Nord                    |
| 2000  | 1    | 11     | Jérôme Moïso             | Bruins de l'UCLA                                 |
| 1999  | 2    | 55     | Kris Clack               | Longhorns du Texas                               |
| 1998  | 1    | 10     | Paul Pierce              | Jayhawks du Kansas                               |
| 1997  | 1    | 3      | Chauncey Billups         | Buffaloes du Colorado                            |
| 1997  | 1    | 6      | Ron Mercer               | Wildcats du Kentucky                             |
| 1997  | 2    | 56     | Ben Pepper               | Newcastle Falcons (Australie)                    |
| 1996  | 1    | 6      | Antoine Walker           | Wildcats du Kentucky                             |
| 1996  | 2    | 38     | Steve Hamer              | Volunteers du Tennessee                          |
| 1995  | 1    | 14     | Eric Williams            | Friars de Providence                             |
| 1995  | 2    | 33     | Junior Burrough          | Cavaliers de la Virginie                         |
| 1994  | 1    | 9      | Eric Montross            | Tar Heels de Caroline du Nord                    |
| 1994  | 2    | 36     | Andrei Fetisov           | CB Valladolid (Espagne)                          |
| 1993  | 1    | 19     | Acie Earl                | Hawkeyes de l'Iowa                               |
| 1992  | 1    | 21     | Jon Barry                | Yellow Jackets de Georgia Tech                   |
| 1992  | 2    | 47     | Darren Morningstar       | Panthers de Pittsburgh                           |
| 1991  | 1    | 24     | Rick Fox                 | Tar Heels de Caroline du Nord                    |
| 1990  | 1    | 19     | Dee Brown                | Dolphins de Jacksonville                         |
| 1989  | 1    | 13     | Michael Smith            | Cougars de BYU                                   |
| 1989  | 2    | 40     | Dino Rađa                | KK Split (Yougoslavie)                           |
| 1988  | 1    | 24     | Brian Shaw               | Gauchos de l'UC Santa Barbara                    |
| 1987  | 1    | 22     | Reggie Lewis             | Huskies de Northeastern                          |
| 1987  | 2    | 45     | Brad Lohaus              | Hawkeyes de l'Iowa                               |
| 1987  | 4    | 70     | Tom Sheehey (en)         | Cavaliers de la Virginie                         |
| 1987  | 4    | 91     | Darryl Kennedy (en)      | Sooners de l'Oklahoma                            |
| 1987  | 5    | 114    | Dave Butler (en)         | Université de Californie                         |
| 1987  | 6    | 137    | Tim Naegeli (en)         | Pointers de Wisconsin–Stevens Point              |
| 1987  | 7    | 160    | Jerry Corcoran (en)      | Huskies de Northeastern                          |
| 1986  | 1    | 2      | Len Bias                 | Terrapins du Maryland                            |
| 1986  | 4    | 93     | Tony Benford (en)        | Red Raiders de Texas Tech                        |
| 1986  | 5    | 116    | Dave Colbert (en)        | Université de Dayton                             |
| 1986  | 6    | 139    | Greg Wendt (en)          | Université du Detroit Mercy                      |
| 1986  | 7    | 162    | Tom Ivey (en)            | Université de Boston                             |
| 1985  | 1    | 20     | Sam Vincent              | Spartans de Michigan State                       |
| 1985  | 3    | 70     | Andre Battle (en)        | Université Loyola de Chicago                     |
| 1985  | 4    | 93     | Cliff Weber (en)         | Université Liberty                               |
| 1985  | 5    | 116    | Albert Butts (en)        | Université La Salle                              |
| 1985  | 6    | 139    | Ralph Lewis (en)         | Université La Salle                              |
| 1985  | 7    | 162    | Chris Remly (en)         | Université Rutgers                               |
| 1984  | 1    | 24     | Michael Young            | Cougars de Houston                               |
| 1984  | 2    | 47     | Ronnie Williams (en)     | Gators de la Floride                             |
| 1984  | 3    | 70     | Rick Carlisle            | Cavaliers de la Virginie                         |
| 1984  | 4    | 93     | Kevin Mullin             | Tigers de Princeton                              |
| 1984  | 5    | 116    | Todd Orlando (en)        | Falcons de Bentley                               |
| 1984  | 6    | 139    | Steve Carfino (en)       | Université de l'Iowa                             |
| 1984  | 7    | 162    | Mark Van Valkenburg (en) | Université d'État de Framingham                  |
| 1984  | 8    | 184    | Champ Godboldt (en)      | College of Holy Cross                            |
| 1984  | 9    | 206    | Joe Dixon (en)           | Merrimack College                                |
| 1984  | 10   | 228    | Dan Trant (en)           | Université Clark                                 |
| 1983  | 1    | 21     | Greg Kite                | Cougars de BYU                                   |
| 1983  | 3    | 52     | Winfred King (en)        | East Tennessee State University                  |
| 1983  | 3    | 68     | Craig Robinson           | Cavaliers de la Virginie                         |
| 1983  | 4    | 91     | Carlos Clark             | Université du Mississippi                        |
| 1983  | 5    | 114    | Bob Reitz (en)           | Stonehill College                                |
| 1983  | 6    | 137    | Paul Atkins (en)         | Houston Baptist University                       |
| 1983  | 7    | 160    | Roy Jackson (en)         | Providence College                               |
| 1983  | 8    | 183    | Trent Johnson (en)       | Université de Pittsburgh                         |
| 1983  | 9    | 205    | John Rice (en)           | Université du Massachusetts à Boston             |
| 1983  | 10   | 226    | Andy Kupec (en)          | Université Bentley                               |
| 1982  | 1    | 23     | Darren Tillis (en)       | Vikings de Cleveland State                       |
| 1982  | 2    | 46     | Tony Guy (en)            | Université du Kansas                             |
| 1982  | 3    | 69     | Perry Moss (en)          | Huskies de Northeastern                          |
| 1982  | 4    | 92     | Greg Stewart (en)        | Université de Tulsa                              |
| 1982  | 5    | 115    | William Brown (en)       | Saint Peter's University                         |
| 1982  | 6    | 138    | John Schweitz (en)       | Université de Richmond                           |
| 1982  | 7    | 161    | Phil Collins (en)        | Université de Virginie-Occidentale               |
| 1982  | 8    | 184    | Ed Spriggs (en)          | Université de Georgetown                         |
| 1982  | 9    | 205    | Panagiotis Giannakis     | Ionikos Nikaias B.C. (Grèce)                     |
| 1982  | 10   | 225    | Landon Turner (en)       | Université de l'Indiana                          |
| 1981  | 1    | 23     | Charles Bradley (en)     | Cowboys du Wyoming                               |
| 1981  | 2    | 25     | Tracy Jackson (en)       | Université Notre-Dame                            |
| 1981  | 2    | 31     | Danny Ainge              | Cougars de BYU                                   |
| 1981  | 3    | 69     | John Johnson             | Université du Michigan                           |
| 1981  | 4    | 91     | Stanley Williams (en)    | Université La Salle                              |
| 1981  | 5    | 115    | Glen Grunwald (en)       | Université de l'Indiana                          |
| 1981  | 6    | 137    | Steve Waite (en)         | Université de l'Iowa                             |
| 1981  | 7    | 161    | Tom Seaman (en)          | College of Holy Cross                            |
| 1981  | 8    | 182    | George Morrow (en)       | Université Creighton                             |
| 1981  | 9    | 203    | Greg McCray (en)         | Virginia Commonwealth University                 |
| 1981  | 10   | 222    | Ken Matthews (en)        | Université d'État de Caroline du Nord            |
| 1980  | 1    | 3      | Kevin McHale             | Golden Gophers du Minnesota                      |
| 1980  | 2    | 46     | Arnette Hallman          | Université Purdue                                |
| 1980  | 3    | 54     | Ron Perry (en)           | College of Holy Cross                            |
| 1980  | 3    | 69     | Don Newman               | Université d'Idaho                               |
| 1980  | 4    | 92     | Kevin Hamilton           | Iona College                                     |
| 1980  | 5    | 115    | Rufus Harris (en)        | Université du Maine                              |
| 1980  | 6    | 138    | Kenny Evans (en)         | Université d'État de Norfolk                     |
| 1980  | 7    | 160    | Les Hanson (en)          | Virginia Tech                                    |
| 1980  | 8    | 179    | Steve Wright             | Université de Boston                             |
| 1980  | 9    | 199    | Brian Jung (en)          | Université Northwestern                          |
| 1980  | 10   | 214    | John Nolan (en)          | Providence College                               |
| 1979  | 3    | 53     | Wayne Kreklow (en)       | Drake University                                 |
| 1979  | 3    | 61     | Ernesto Malcolm (en)     | Briar Cliff University                           |
| 1979  | 4    | 68     | Nick Galis               | Seton Hall University                            |
| 1979  | 5    | 90     | Jimmy Allen              | University of New Haven                          |
| 1979  | 6    | 110    | Marvin Delph             | University of Arkansas                           |
| 1979  | 7    | 130    | Steve Castellan (en)     | University of Virginia                           |
| 1979  | 8    | 149    | Glenn Sudhop (en)        | North Carolina State University                  |
| 1979  | 9    | 168    | Kevin Sinnett (en)       | United States Naval Academy                      |
| 1979  | 10   | 186    | Alton Byrd (en)          | Columbia University                              |
| 1978  | 1    | 6      | Larry Bird               | Indiana State University                         |
| 1978  | 1    | 8      | Freeman Williams         | Portland State University                        |
| 1978  | 2    | 30     | Jeff Judkins             | University of Utah                               |
| 1978  | 3    | 50     | Dana Skinner (en)        | Merrimack College                                |
| 1978  | 4    | 72     | David Stergakos          | Bloomfield College                               |
| 1978  | 5    | 94     | Greg Tynes (en)          | Seton Hall University                            |
| 1978  | 6    | 116    | Dave Winey (en)          | University of Minnesota                          |
| 1978  | 7    | 137    | Steve Balkun (en)        | Fairfield University                             |
| 1978  | 8    | 156    | Kim Fisher               | Fairfield University                             |
| 1978  | 9    | 173    | Les Anderson (en)        | George Washington University                     |
| 1978  | 10   | 188    | Walter Harrigan (en)     | Brandeis University                              |
| 1977  | 1    | 12     | Cedric Maxwell           | University of North Carolina at Charlotte        |
| 1977  | 3    | 56     | Skip Brown (en)          | Wake Forest University                           |
| 1977  | 4    | 78     | Jeff Cummings (en)       | Tulane University                                |
| 1977  | 5    | 100    | Bill Langloh (en)        | University of Virginia                           |
| 1977  | 6    | 122    | Roy Pace (en)            | Rutgers University-Camden                        |
| 1977  | 7    | 142    | Dave Kyle (en)           | Cleveland State University                       |
| 1977  | 8    | 161    | Tom Harris (en)          | Bowling Green State University                   |
| 1976  | 1    | 16     | Norm Cook                | University of Kansas                             |
| 1976  | 3    | 51     | Jerry Fort (en)          | University of Nebraska                           |
| 1976  | 4    | 67     | Lewis Linder (en)        | Kentucky State University                        |
| 1976  | 5    | 85     | Louis McKinney (en)      | Saint Louis University                           |
| 1976  | 6    | 103    | Art Collins (en)         | St. Thomas University                            |
| 1976  | 7    | 121    | Ralph Drollinger         | University of California, Los Angeles            |
| 1976  | 8    | 139    | John Clark (en)          | Northeastern University                          |
| 1976  | 9    | 156    | Bill Collins (en)        | Boston College                                   |
| 1976  | 10   | 172    | Otho Tucker (en)         | University of Illinois at Urbana–Champaign       |
| 1975  | 1    | 17     | Tom Boswell (en)         | University of South Carolina                     |
| 1975  | 3    | 53     | Jerome Anderson (en)     | West Virginia University                         |
| 1975  | 4    | 72     | Cyrus Mann (en)          | Illinois State University                        |
| 1975  | 5    | 89     | Darryl Brown (en)        | Fordham University                               |
| 1975  | 6    | 108    | Rick Coleman (en)        | Jacksonville University                          |
| 1975  | 7    | 125    | Al Boswell (en)          | Oral Roberts University                          |
| 1975  | 8    | 144    | Roger Morningstar (en)   | University of Kansas                             |
| 1975  | 9    | 159    | Robert Rhodes (en)       | Albany State University                          |
| 1975  | 10   | 174    | Bill Endicott (en)       | University of Massachusetts Amherst              |
| 1974  | 1    | 17     | Glenn McDonald           | California State University, Long Beach          |
| 1974  | 2    | 35     | Kevin Stacom             | Providence College                               |
| 1974  | 3    | 53     | Roscoe Pondexter (en)    | California State University, Long Beach          |
| 1974  | 4    | 71     | Lerman Battle (en)       | Fairmont State University                        |
| 1974  | 5    | 89     | Ben Clyde (en)           | Florida State University                         |
| 1974  | 6    | 107    | Gene Harmon (en)         | Creighton University                             |
| 1974  | 7    | 125    | Ron Brown (en)           | Pennsylvania State University                    |
| 1974  | 8    | 143    | Richard Wallace (en)     | Eagles de Georgia Southern                       |
| 1974  | 9    | 160    | Al Skinner (en)          | University of Massachusetts Amherst              |
| 1974  | 10   | 177    | Phil Rogers (en)         | Fairfield University                             |
| 1973  | 1    | 17     | Steve Downing            | Indiana University                               |
| 1973  | 2    | 35     | Phil Hankinson           | University of Pennsylvania                       |
| 1973  | 3    | 52     | Martinez Denmon (en)     | Iowa State University                            |
| 1973  | 4    | 69     | Richie Fuqua (en)        | Oral Roberts University                          |
| 1973  | 5    | 86     | Byron Jones (en)         | University of San Francisco                      |
| 1973  | 6    | 103    | Joe Cafferky (en)        | North Carolina State University                  |
| 1973  | 7    | 120    | Mike Stewart (en)        | Santa Clara University                           |
| 1973  | 8    | 137    | Robert White (en)        | Sam Houston State University                     |
| 1973  | 9    | 151    | Corky Taylor             | University of Minnesota                          |
| 1973  | 10   | 165    | Steve Turner (en)        | Vanderbilt University                            |
| 1973  | 11   | 174    | Ed Hastings (en)         | Villanova University                             |
| 1973  | 12   | 182    | Bruce Winkler (en)       | Santa Clara University                           |
| 1973  | 13   | 188    | Scott Koelzer (en)       | Montana State University                         |
| 1973  | 14   | 193    | Rick Williams (en)       | University of Iowa                               |
| 1973  | 15   | 198    | James Gilchrist (en)     | Florida Southern College                         |
| 1973  | 16   | 202    | Sam Barber (en)          | Bethune-Cookman College                          |
| 1973  | 17   | 206    | Lamont King (en)         | California State University, Long Beach          |
| 1973  | 18   | 208    | Peter Gavitt (en)        | University of Maine                              |
| 1973  | 19   | 210    | Tom Austin (en)          | University of Massachusetts Amherst              |
| 1972  | 1    | 10     | Paul Westphal            | University of Southern California                |
| 1972  | 2    | 27     | Dennis Wuycik (en)       | University of North Carolina                     |
| 1972  | 3    | 44     | Wayne Grabiec (en)       | University of Michigan                           |
| 1972  | 4    | 61     | Nate Stephens (en)       | California State University, Long Beach          |
| 1972  | 5    | 77     | Bryan Adrian (en)        | Davidson College                                 |
| 1972  | 6    | 94     | Doug Holcomb             | University of Memphis                            |
| 1972  | 6    | 96     | Wally Wright (en)        | Widener University                               |
| 1972  | 7    | 111    | Stephen Previs (en)      | University of North Carolina                     |
| 1972  | 8    | 127    | Sam McCarney (en)        | Oral Roberts University                          |
| 1972  | 10   | 154    | Marty Hunt (en)          | Kenyon College                                   |
| 1972  | 11   | 165    | Mark Minor (en)          | Ohio State University                            |
| 1972  | 12   | 173    | Phil Stephens (en)       | South Carolina State University                  |
| 1971  | 1    | 10     | Clarence Glover (en)     | Western Kentucky University                      |
| 1971  | 2    | 28     | Jim Rose (en)            | Western Kentucky University                      |
| 1971  | 3    | 44     | Dave Robisch (en)        | University of Kansas                             |
| 1971  | 4    | 61     | Randy Denton (en)        | Duke University                                  |
| 1971  | 6    | 95     | Thorpe Weber (en)        | Vanderbilt University                            |
| 1971  | 7    | 112    | Skip Young (en)          | Florida State University                         |
| 1971  | 8    | 129    | John Ribock (en)         | University of South Carolina                     |
| 1971  | 9    | 145    | Ray Green (en)           | California University of Pennsylvania            |
| 1971  | 10   | 161    | Dale Dover (en)          | Harvard University                               |
| 1971  | 11   | 176    | Reggie Brooks (en)       | Southern New Hampshire University                |
| 1971  | 12   | 189    | John Dalton (en)         | Suffolk University                               |
| 1971  | 13   | 201    | Leroy Chalk (en)         | University of Nebraska                           |
| 1970  | 1    | 4      | Dave Cowens              | Florida State University                         |
| 1970  | 2    | 21     | Rex Morgan (en)          | Jacksonville University                          |
| 1970  | 3    | 38     | Willie Williams (en)     | Florida State University                         |
| 1970  | 4    | 55     | Jon McKinney (en)        | Norfolk State University                         |
| 1970  | 5    | 72     | Tom Carter (en)          | Paul Quinn College                               |
| 1970  | 6    | 89     | Rod McIntyre (en)        | Jacksonville University                          |
| 1970  | 7    | 106    | Charlie Scott            | University of North Carolina                     |
| 1970  | 8    | 123    | Bobby Croft (en)         | University of Tennessee                          |
| 1970  | 9    | 140    | Tom Little (en)          | Seattle University                               |
| 1970  | 10   | 157    | Mike Maloy (en)          | Davidson College                                 |
| 1969  | 1    | 9      | Jo Jo White              | University of Kansas                             |
| 1969  | 3    | 38     | Julius Keye              | Alcorn State University                          |
| 1969  | 4    | 52     | Steve Kuberski           | Bradley University                               |
| 1969  | 5    | 66     | George Thompson (en)     | Marquette University                             |
| 1969  | 6    | 80     | Dolph Pulliam (en)       | Drake University                                 |
| 1969  | 7    | 94     | Jim Johnson (en)         | University of Wisconsin                          |
| 1969  | 8    | 108    | Bob Whitmore (en)        | University of Notre Dame                         |
| 1969  | 9    | 122    | Gordon Smith (en)        | University of Cincinnati                         |
| 1969  | 10   | 136    | Jim Picka (en)           | High Point University                            |
| 1969  | 11   | 150    | Larry Frinston (en)      | Kenyon College                                   |
| 1969  | 12   | 163    | Rod Forbes (en)          | Boston State College                             |
| 1969  | 13   | 175    | Billy Evans (en)         | Boston College                                   |
| 1968  | 1    | 12     | Don Chaney               | University of Houston                            |
| 1968  | 3    | 32     | Garfield Smith           | Eastern Kentucky University                      |
| 1968  | 4    | 46     | Rich Johnson (en)        | Grambling State University                       |
| 1968  | 5    | 60     | Thad Jaracz (en)         | University of Kentucky                           |
| 1968  | 6    | 74     | Jerry Newsom (en)        | Indiana State University                         |
| 1968  | 7    | 88     | Mike Lewis (en)          | Duke University                                  |
| 1968  | 8    | 102    | Julius Keye              | Alcorn State University                          |
| 1968  | 9    | 116    | Bill Butler (en)         | St. Bonaventure University                       |
| 1968  | 10   | 130    | Ivan Leschinsky (en)     | Long Island University                           |
| 1968  | 11   | 143    | Tom Neimeir (en)         | University of Evansville                         |
| 1968  | 12   | 156    | Bill Langheld (en)       | Fordham University                               |
| 1968  | 13   | 168    | Art Stephenson (en)      | University of Rhode Island                       |
| 1968  | 14   | 179    | Keith Hockstein (en)     | College of the Holy Cross                        |
| 1967  | 1    | 11     | Mal Graham               | New York University                              |
| 1967  | 4    | 40     | Nevil Shed (en)          | University of Texas at El Paso                   |
| 1967  | 5    | 52     | Mike Redd (en)           | Kentucky Wesleyan College                        |
| 1967  | 6    | 64     | Ed Hummer (en)           | Princeton University                             |
| 1967  | 7    | 76     | Edgar Lacy (en)          | University of California, Los Angeles            |
| 1967  | 8    | 88     | Andrew Anderson (en)     | Canisius College                                 |
| 1967  | 9    | 99     | Henry Brown (en)         | University of Massachusetts Lowell               |
| 1967  | 10   | 110    | Rick Weitzman            | Northeastern University                          |
| 1967  | 11   | 120    | Joe Harrington (en)      | University of Maryland                           |
| 1966  | 1    | 8      | Jim Barnett (en)         | University of Oregon                             |
| 1966  | 2    | 18     | Leon Clark (en)          | University of Wyoming                            |
| 1966  | 3    | 28     | Gary Turner (en)         | Texas Christian University                       |
| 1966  | 4    | 38     | Johnny Austin (en)       | Boston College                                   |
| 1966  | 6    | 58     | Charlie Hunter (en)      | Oklahoma City University                         |
| 1966  | 7    | 67     | Jerry Ward (en)          | University of Maryland                           |
| 1966  | 8    | 76     | Russ Gumina (en)         | University of San Francisco                      |
| 1965  | 1    | 8      | Ollie Johnson (en)       | University of San Francisco                      |
| 1965  | 2    | 17     | Ron Watts (en)           | Wake Forest University                           |
| 1965  | 3    | 26     | Toby Kimball (en)        | University of Connecticut                        |
| 1965  | 4    | 35     | Richie Tarrant (en)      | Saint Michael's College                          |
| 1965  | 5    | 44     | Don Davidson (en)        | Davidson College                                 |
| 1965  | 6    | 53     | Haskell Tison (en)       | Duke University                                  |
| 1965  | 7    | 61     | George Deehan (en)       | Lenoir-Rhyne College                             |
| 1964  | 1    | 7      | Mel Counts               | Oregon State University                          |
| 1964  | 2    | 16     | Ron Bonham               | University of Cincinnati                         |
| 1964  | 3    | 25     | John Thompson (en)       | Providence College                               |
| 1964  | 4    | 34     | Joe Strawder (en)        | Bradley University                               |
| 1964  | 5    | 43     | Nick Werkman (en)        | Seton Hall University                            |
| 1964  | 6    | 52     | Levern Tart (en)         | Bradley University                               |
| 1964  | 7    | 61     | Rich Falk (en)           | Northwestern University                          |
| 1964  | 8    | 70     | Jeff Blue (en)           | Butler University                                |
| 1964  | 9    | 77     | Charles Kelley (en)      | West Virginia University Institute of Technology |
| 1964  | 10   | 84     | Duane Corribeau (en)     | Clark University                                 |
| 1963  | 1    | 8      | Bill Green (en)          | Colorado State University                        |
| 1963  | 3    | 26     | Chuck Kriston (en)       | Valparaiso University                            |
| 1963  | 4    | 35     | Connie McGuire (en)      | Southeastern Oklahoma State University           |
| 1963  | 5    | 44     | Red Stroud (en)          | Mississippi State University                     |
| 1963  | 6    | 53     | Vinnie Ernst             | Providence College                               |
| 1963  | 7    | 62     | Herb Magee (en)          | Philadelphia University                          |
| 1962  | 1    | 7      | John Havlicek            | Ohio State University                            |
| 1962  | 2    | 16     | Jack Foley (en)          | College of the Holy Cross                        |
| 1962  | 3    | 25     | Jim Hadnot (en)          | Providence College                               |
| 1962  | 4    | 34     | Roger Strickland (en)    | Jacksonville University                          |
| 1962  | 5    | 43     | Gary Daniels (en)        | The Citadel                                      |
| 1962  | 6    | 52     | Jim Hooley (en)          | Boston College                                   |
| 1962  | 7    | 60     | Clyde Arnold (en)        | Duquesne University                              |
| 1962  | 8    | 69     | Chuck Chevalier (en)     | Boston College                                   |
| 1962  | 9    | 78     | Mike Cingiser (en)       | Brown University                                 |
| 1961  | 1    | 9      | Gary Phillips (en)       | University of Houston                            |
| 1961  | 2    | 17     | Al Butler (en)           | Niagara University                               |
| 1961  | 3    | 31     | Bill Depp (en)           | Vanderbilt University                            |
| 1961  | 4    | 40     | Carl Cole (en)           | Eastern Kentucky University                      |
| 1961  | 5    | 49     | Bob DiStefano (en)       | North Carolina State University                  |
| 1961  | 6    | 58     | Ned Twyman (en)          | Duquesne University                              |
| 1961  | 7    | 67     | Mel Klein (en)           | Northern State University                        |
| 1960  | 1    | 8      | Tom Sanders              | New York University                              |
| 1960  | 2    | 16     | Leroy Wright             | University of the Pacific                        |
| 1960  | 3    | 24     | Mike Graney (en)         | University of Notre Dame                         |
| 1960  | 4    | 32     | Sid Cohen (en)           | University of Kentucky                           |
| 1960  | 5    | 40     | Wayne Lawrence (en)      | Texas A&M University                             |
| 1960  | 6    | 48     | George Newman (en)       | University of Kentucky                           |
| 1959  | 1    | 6      | John Richter             | North Carolina State University                  |
| 1959  | 2    | 14     | Gene Guarilia            | George Washington University                     |
| 1959  | 3    | 22     | Ralph Croswaite (en)     | Western Kentucky University                      |
| 1959  | 4    | 30     | Ed Kazakavich (en)       | Université de Scranton                           |
| 1959  | 5    | 38     | Roy Lange (en)           | College of William & Mary                        |
| 1959  | 6    | 46     | Bob Cumings (en)         | Boston University                                |
| 1958  | 1    | 7      | Bennie Swain             | Texas Southern University                        |
| 1958  | 2    | 15     | Jimmy Smith (en)         | Franciscan University of Steubenville            |
| 1958  | 3    | 23     | Jim Cunningham (en)      | Fordham University                               |
| 1958  | 4    | 31     | Dom Flora (en)           | Washington & Lee University                      |
| 1958  | 5    | 39     | Gene Brown (en)          | University of San Francisco                      |
| 1958  | 6    | 47     | Dave Keleher (en)        | Morehead State University                        |
| 1958  | 7    | 55     | Rudy Fenderson (en)      | Brandeis University                              |
| 1957  | 1    | 8      | Sam Jones                | North Carolina Central University                |
| 1957  | 2    | 16     | Dick O'Neal (en)         | Texas Christian University                       |
| 1957  | 3    | 24     | Chuck Schramm (en)       | Leathernecks de Western Illinois                 |
| 1957  | 4    | 32     | Jim Ashmore (en)         | Mississippi State University                     |
| 1957  | 5    | 40     | Grady Wallace (en)       | University of South Carolina                     |
| 1957  | 6    | 48     | Maury King (en)          | University of Kansas                             |
| 1957  | 7    | 55     | Dick Brott (en)          | University of Denver                             |
| 1957  | 8    | 62     | Bill Von Weyhe (en)      | University of Rhode Island                       |
| 1957  | 9    | 69     | Joe Gibbon (en)          | University of Mississippi                        |
| 1957  | 10   | 75     | Jack Butcher (en)        | University of Memphis                            |
| 1957  | 11   | 78     | Dick Neal (en)           | Indiana University                               |
| 1956  | T    |        | Tom Heinsohn             | College of the Holy Cross                        |
| 1956  | 2    |        | K. C. Jones              | University of San Francisco                      |
| 1956  | 3    |        | George Linn (en)         | University of Alabama                            |
| 1956  | 4    |        | Dan Swartz               | Morehead State University                        |
| 1956  | 5    |        | Bill Logan (en)          | University of Iowa                               |
| 1956  | 6    |        | Don Boldebuck (en)       | University of Houston                            |
| 1956  | 7    |        | O'Neal Weaver (en)       | Midwestern State University                      |
| 1956  | 8    |        | Vic Molodet (en)         | North Carolina State University                  |
| 1956  | 9    |        | Jim Houston (en)         | Brandeis University                              |
| 1956  | 10   |        | Theophileus Lloyd (en)   | University of Maryland                           |
| 1955  | 1    | 3      | Jim Loscutoff            | University of Oregon                             |
| 1955  | 2    | 10     | Dickie Hemric (en)       | Wake Forest University                           |
| 1955  | 3    | 18     | Buzzy Wilkinson (en)     | University of Virginia                           |
| 1955  | 4    | 26     | Bart Leach (en)          | University of Pennsylvania                       |
| 1955  | 5    | 34     | Bob Patterson (en)       | University of Tulsa                              |
| 1955  | 6    |        | John Mahoney (en)        | College of William & Mary                        |
| 1955  | 7    |        | John Moore (en)          | University of California, Los Angeles            |
| 1955  | 8    |        | Dean Parsons (en)        | University of Washington                         |
| 1955  | 9    |        | Nick Romanoff (en)       | University of the Pacific                        |
| 1955  | 10   |        | Jim Ahearn (en)          | University of Connecticut                        |
| 1955  | 11   |        | Carl Hartman (en)        | Alderson Broaddus College                        |
| 1955  | 12   |        | Mark Davis (en)          | Marietta College                                 |
| 1955  | 13   |        | Henry Dooley (en)        | Wiley College                                    |
| 1955  | 14   |        | Bob Scuddelari (en)      | Cooper Union                                     |
| 1954  | 1    | 5      | Togo Palazzi (en)        | College of the Holy Cross                        |
| 1954  | 2    | 14     | Red Morrison (en)        | University of Idaho                              |
| 1954  | 3    | 23     | Henry Daubenschmidt (en) | St. Francis College                              |
| 1954  | 4    | 32     | Ron Perry                | College of the Holy Cross                        |
| 1954  | 5    | 41     | Troy Burris (en)         | West Texas A&M University                        |
| 1954  | 6    | 50     | Otto Krieghauser (en)    | Washington University in Saint Louis             |
| 1954  | 7    | 59     | Paul Estergaard (en)     | Bradley University                               |
| 1954  | 8    | 68     | Jim Young (en)           | Santa Clara University                           |
| 1954  | 10   | 85     | Tony Daukas (en)         | Boston College                                   |
| 1954  | 11   | 94     | Bill Johnson (en)        | University of Nebraska                           |
| 1953  | 1    | 5      | Frank Ramsey             | University of Kentucky                           |
| 1953  | 2    |        | Chet Noe (en)            | University of Oregon                             |
| 1953  | 3    | 24     | Cliff Hagan              | University of Kentucky                           |
| 1953  | 4    |        | Earle Markey (en)        | College of the Holy Cross                        |
| 1953  | 5    |        | John Holup (en)          | George Washington University                     |
| 1953  | 6    |        | Vernon Stokes (en)       | St. Francis College                              |
| 1953  | 7    |        | Lou Tsioropoulos         | University of Kentucky                           |
| 1953  | 8    |        | Ted Lallier (en)         | Colby College                                    |
| 1953  | 9    |        | Lewis Gilcrease (en)     | Southwest Texas State University                 |
| 1953  | 10   |        | Tom Lillis (en)          | Saint Louis University                           |
| 1953  | 11   |        | Gil Reich (en)           | University of Kansas                             |
| 1953  | 12   |        | Jim Dogerty (en)         | Whitworth University                             |
| 1952  | 1    | 6      | Bill Stauffer (en)       | University of Missouri                           |
| 1952  | 2    |        | Jim Iverson (en)         | Kansas State University                          |
| 1952  | 3    |        | J.C. Maze (en)           | Southwest Texas State University                 |
| 1952  | 4    |        | Herm Hedderick (en)      | Canisius College                                 |
| 1952  | 5    |        | Don Johnson (en)         | Oklahoma State University                        |
| 1952  | 6    |        | Jim Buchanan (en)        | University of Nebraska                           |
| 1952  | 7    |        | Fred Eydt (en)           | Cornell University                               |
| 1952  | 8    |        | Gordon Mungier (en)      | Spring Hill College                              |
| 1952  | 9    |        | Jim Dilling (en)         | College of the Holy Cross                        |
| 1952  | 10   |        | Gene Conley              | Washington State University                      |
| 1951  | 1    | 7      | Ernie Barrett (en)       | Kansas State University                          |
| 1951  | 2    | 16     | Bill Garrett (en)        | Indiana University                               |
| 1951  | 3    | 26     | John Furlong (en)        | Pepperdine University                            |
| 1951  | 4    | 36     | Bob Barnett (en)         | University of Evansville                         |
| 1951  | 5    | 46     | Rip Gish (en)            | Western Kentucky University                      |
| 1951  | 6    | 56     | Jim Luisi (en)           | St. Francis College                              |
| 1951  | 7    | 66     | John Azary (en)          | Columbia University                              |
| 1951  | 8    | 75     | Hugo Kappler (en)        | North Carolina State University                  |
| 1950  | 1    | 1      | Chuck Share              | Bowling Green State University                   |
| 1950  | 2    |        | Chuck Cooper (en)        | Duquesne University                              |
| 1950  | 3    |        | Bob Donham (en)          | Ohio State University                            |
| 1950  | 4    |        | Ken Reeves (en)          | University of Louisville                         |
| 1950  | 5    |        | Jack Shelton (en)        | Oklahoma State University                        |
| 1950  | 6    |        | Mo Mahoney (en)          | Brown University                                 |
| 1950  | 7    |        | Dale Barnstable (en)     | University of Kentucky                           |
| 1950  | 8    |        | Frank Oftring (en)       | College of the Holy Cross                        |
| 1950  | 9    |        | Bob Cope (en)            | University of Montana                            |
| 1950  | 10   |        | Matt Forman (en)         | College of the Holy Cross                        |
| 1949  | 1    | 4      | Tony Lavelli             | Yale University                                  |
| 1949  | 2    |        | George Kaftan            | College of the Holy Cross                        |
| 1949  | 3    |        | Joe Mullaney             | College of the Holy Cross                        |
| 1949  | 8    |        | Duane Klueh (en)         | Indiana State University                         |
| 1949  |      |        | Ed Little (en)           | University of Denver                             |
| 1949  |      |        | Jim Simpson (en)         | Bates College                                    |
| 1949  |      |        | Emerson Speicher (en)    | Bowling Green State University                   |
| 1949  |      |        | Bill Tom (en)            | Rice University                                  |
| 1949  |      |        | Bill Vandenburgh (en)    | University of Washington                         |
| 1949  |      |        | Russ Washburn (en)       | Colby College                                    |
| 1949  |      |        | Bill Weight (en)         | Brigham Young University                         |
| 1948  | 1    | 3      | George Hauptfuhrer (en)  | Harvard University                               |
| 1948  |      |        | Johnny Bach              | Fordham University                               |
| 1948  |      |        | Norman Carey (en)        | Oregon State University                          |
| 1948  |      |        | Robert Curran (en)       | College of the Holy Cross                        |
| 1948  |      |        | Neil Dooley (en)         | Colgate University                               |
| 1948  |      |        | Jack Hauser (en)         | University of Denver                             |
| 1948  |      |        | Marshall Hawkins (en)    | University of Tennessee                          |
| 1948  |      |        | Tom Kelly (en)           | New York University                              |
| 1948  |      |        | Murray Mitchell (en)     | Sam Houston State University                     |
| 1948  |      |        | Guinn Phillips (en)      | Texas Wesleyan University                        |
| 1948  |      |        | Ray Wehde (en)           | Iowa State University                            |
| 1947  | 1    | 3      | Bulbs Ehlers (en)        | Purdue University                                |
| 1947  |      |        | Bob Alameida (en)        | University of California                         |
| 1947  |      |        | Hank Biasatti            | Long Island University                           |
| 1947  |      |        | Johnny Ezersky (en)      | University of Rhode Island                       |
| 1947  |      |        | George Felt (en)         | Northwestern University                          |
| 1947  |      |        | Jack Hewson (en)         | Temple University                                |
| 1947  |      |        | John Kelly (en)          | University of Notre Dame                         |
| 1947  |      |        | George Petrovick (en)    | Bridgefort Newfields (ABL)                       |
| 1947  |      |        | Gene Stump (en)          | DePaul University                                |